# グレナ

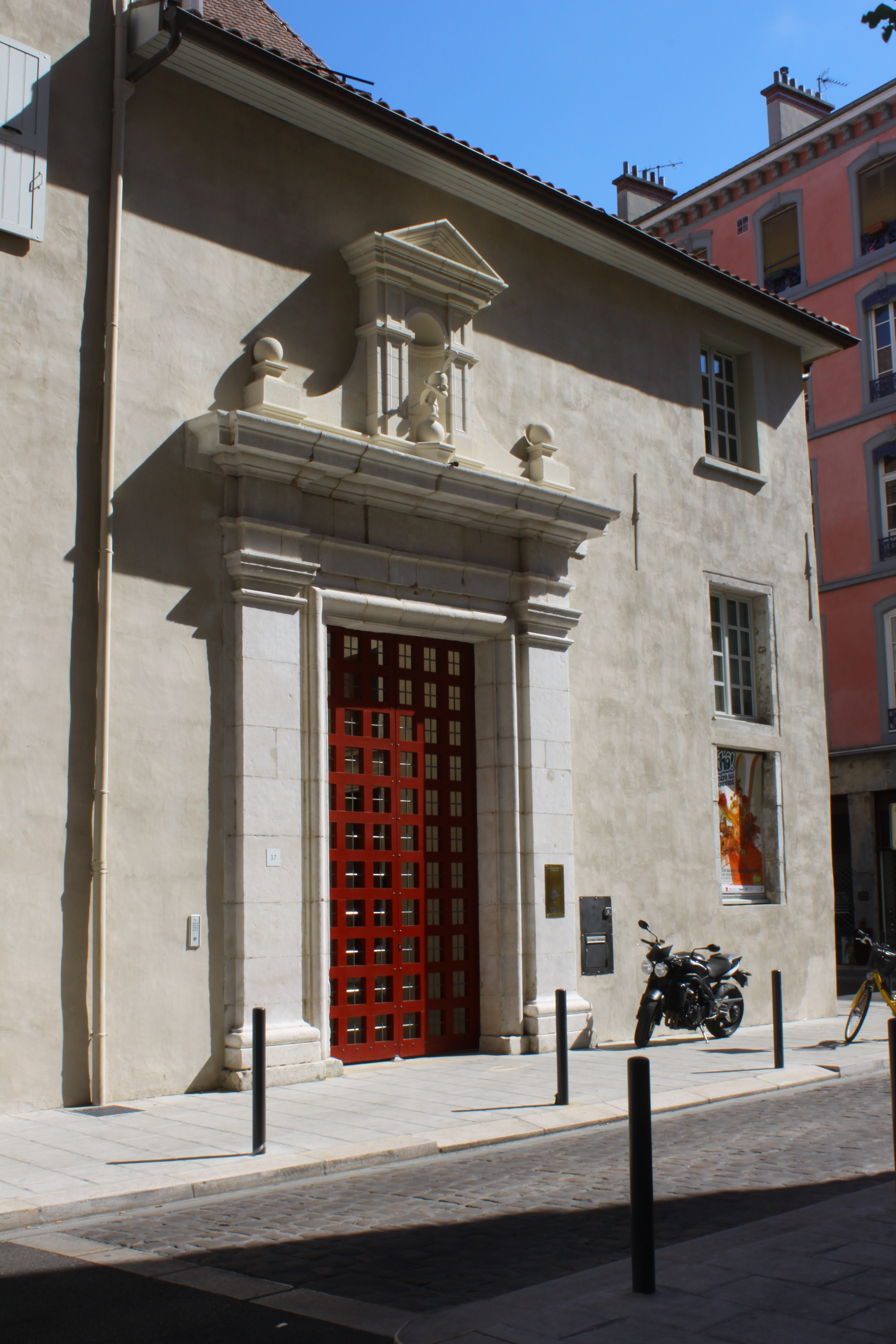
グレナの本部

グレナ(Glénat)はフランスの出版社である。この出版社は漫画(René FolletのIkar)をはじめ多種の出版物等をフランスやスペイン、ベネルクス地域で出版している。1969年設立。設立者はジャック・グレナ(Jacques Glénat)。
日本の漫画の翻訳・出版も行っており、これまでに『AKIRA』『ドラゴンボール』『ONE PIECE』『Dr.STONE』などを出版している。2022年には『SAKAMOTO DAYS』が刊行される予定である。

## 主な出版物(セレクション誌を含む)
- Akira
- Animé comics
- BD'histoire
- Blame
- Bulle noire
- Bunko
- Caractère
- Carrément BD
- Comics USA
- Dragon Ball
- Grafica
- Humour
- Indispensable
- Investigations
- Loge noire
- Manga
- Patrimoine BD
- Tchô ! la collec...
- Vécu
- Zenda